# Кангандала (национальный парк)
Национальный парк Кангандала (англ. Cangandala National Park) — национальный парк Анголы. Парк расположен на севере провинции Маланже. Северная граница проходит по реке Куидже (Cuije), а восточную и западную составляют два безымянных притока реки Кванза. К востоку от парка расположен город Куламагиа (Culamagia), а к югу — Техонголола (Techongolola). Парк расположен в равнинной местности на высоте 1000 метров над уровнем моря. Площадь парка составляет 630 км², это самый маленький национальный парк Анголы.
Основу парка составляет редколесье, вдоль рек можно встретить галерейные леса, часть парка представлена затапливаемыми лугами и болотами. Вудленд парка имеет более густой подлесок чем миомбо. Растительный мир парка в основном представлен Brachystegia wangermeeana, Brachystegia boehmii и Julbernardia, встречаются также Piliostigma, Burkea, Monotes, стрихнос, стеркулия и Dombeya. На территории между лугами и вудлендом можно встретить одинокие деревья Uapaca benguelensis, Piliostigma, Annona, Entadopsis и Erythrina abyssinica. В болотистой части широко распространён папирус.
На территории парка обитает большое количество птиц. За период наблюдений с августа по сентябрь исследователи отметили более 170 видов. Из-за особенностей вудленда типичные обитатели миомбо для него не характерны. На территории парка обитает крупный исчезающий вид травоядных чёрная антилопа (Hippotragus niger variani). С 1982 по 2005 год не было прямых доказательств, что антилопы всё ещё существуют. В апреле 2005 года экспедиции центра научных исследований Католического университета (Catholic University’s Centre for Scientific Studies and Investigation) удалось сфотографировать животных на территории парка
. В сентябре 2014 года их насчитывалось 35 особей. Помимо этого на территории парка обитает 15 видов млекопитающих, 3 вида рептилий и один вид амфибий.
Парк был образован в 1970 году, его основной задачей является сохранение чёрной антилопы (Hippotragus niger variani). Во время войны администрация парка была упразднена и только в 2006 году на территории парка был восстановлен административный корпус. В 2014 году в парк было доставлено оборудование для мониторинга популяции животных.